# Sjundedagsadventisterna Reformationsrörelsen
Sjundedagsadventisterna Reformationsrörelsen är trossamfund med bakgrund i de uteslutningar som drabbade sjundedagsadventister i Tyskland och Östeuropa, som under Första världskriget vägrade bära vapen. Detta på grund av ett diktat av L R Conradi, ordförande för den europeiska adventistdivisionen. Uteslutna medlemmar och andra kritiker publicerade 1917 en pamflett i vilken man anklagade kyrkan för att ha avfallit från den rätta läran och uppmanade dess medlemmar att lämna denna stora sköka. 
Efter kriget gjordes fåfänga försök till försoning. 1920 hölls ett möte i Friedensau, Tyskland med 55 representanter för moderkyrkan och 16 för reformrörelsen. De främsta talesmännen för de sistnämnda var Edmund Dörschler och Heinrich Spanknöbel. De framförde fyra frågor till generalkonferensen, bland om det att delta i strid, även på lördagar, inte måste anses strida mot två av de tio budorden. Adventisternas internationelle president A G Daniells förnekade detta, bland annat med hänvisning till Femte Mosebok i vilken det skildras hus Moses utrotade alla invånare i städer som Hesbon och Basan: "I varje stad gav vi till spillo alla män, kvinnor och barn" (5 Mos 3:6). 1922 skickade de uteslutna Spanknöbel och Otto Welpe som ombud till världskongressen i San Francisco, men de fick aldrig lägga fram sin sak.
1923 bildade Dörschler sin egen lilla kyrka i Nederländerna, Dutch Reformed Church. I Sovjet bildade G A Ostwald de Sanna och fria Sjundedagsadventisterna som kom att förföljas svårt av KGB.  
Huvudströmningen inom reformrörelsen samlades 1925 i Gotha, Tyskland och organiserade sig. I januari 1929 registrerades man officiellt av de tyska myndigheterna, under namnet Internationale Missionsgesellschaft der Siebenten-Tags-Adventisten Reformations-bewegung, Generalkonferenz. Registreringen upphävdes av Gestapo den 11 maj 1936.
Sjundedagsadventisterna i Europa hade vid ett möte, nyåret 1923 i Glantz, Schweiz slagit fast att "i fred och i krig vägrar vi att delta i våldshandlingar och blodsutgjutelse". Men under Andra världskriget deltog många adventister ändå som väpnade soldater, med den egna kyrkoledningens goda vilja. Detta omöjliggjorde en återförening med reformatorerna som efter kriget åter organiserade sig vid en kongress i Haag, Nederländerna. Argentinaren Carlos Kozel valdes till president och tysken Albert Muller till vicepresident. 1949 registrerades man av de amerikanska myndigheterna som Seventh Day Adventist Reform Movement General Conference.

## Splittring
I samband med nyorganiseringen efter kriget uppstod en maktkamp mellan de europeiska och amerikanska delarna av kyrkan. Sedan den nationella organisationen upplösts kom majoriteten av medlemmarna i USA att lämna kyrkan. En grupp medlemmar i Denver uteslöts. Andra lämnade självmant kyrkan, gick tillbaka till Sjundedagsadventisterna eller levde kvar i egna fristående församlingar. 
Vid världskongressen i Zeist, Nederländerna 1951 fortsatte maktkampen mellan olika fraktioner. Sedan man misslyckats med att sparka Kozel lämnade nästan halva ombudsskaran kongressen, under ledning av sekreteraren Dumitru Nicolici. Båda sidorna gjorde anspråk på organisationens namn och tillgångar och bekämpade varandra inför domstol. 1952 gjorde man en uppgörelse i godo enligt vilken minoriteten vid kongressen fick rätt till högkvarteret i Sacramento, Kalifornien och att behålla det registrerade namnet; SDARM. 
Kozel och Mullers anhängare organiserade sig istället med högkvarter i Mossbach, Baden, Tyskland under det 1929 registrerade namnet, på engelska: International Missionary Society of the Seventh-day Adventist Reform Movement (IMS).
Flera av de amerikaner som uteslutits 1949 kom att ansluta sig till denna rörelse.
Fruktlösa försök har gjorts att försöka återförena de båda rörelserna, 1967 och 1993.
Idag har de båda konkurrerande rörelserna (och ett flertal mindre utbrytargrupper) tillsammans mindre än 50 000 medlemmar i över hundra olika länder. 2003 hade SDARM 28 000 medlemmar, de flesta av dem i USA, Australien och Brasilien. Deras högkvarter ligger i Roanoke, Virginia. Man utger tidskriften Reformation Herald.
ISM är störst i Europa och har omkring 15 000 medlemmar. 